# Cébaco
Cébaco ou Cebaco é uma pequena ilha da província de Veraguas, no Panamá, situada no golfo de Montijo.
Tem 8.500 hectares e uma população de 650 pessoas, aproximadamente. A maioria dos habitantes são pescadores nativos.